# Veritas (Formula 1)
Veritas je nekdanje nemško moštvo in konstruktor Formule 1, ki je v prvenstvu sodelovalo med sezonama 1951 in 1953. Skupno je nastopilo 17 dirkalnikov Veritas na petih dirkah. Za moštvo so dirkali Peter Hirt, Adolf Brudes, Fritz Riess, Arthur Legat in Ernst Loof. 

## Popolni rezultati Svetovnega prvenstva Formule 1
(legenda)
| Leto | Šasija         | Motor      | Gume | Dirkači         | 1   | 2   | 3   | 4   | 5   | 6   | 7   | 8   | 9   |
| ---- | -------------- | ---------- | ---- | --------------- | --- | --- | --- | --- | --- | --- | --- | --- | --- |
| 1951 | Veritas Meteor | Veritas S6 | ?    |                 | ŠVI | 500 | BEL | FRA | VB  | NEM | ITA | ŠPA |     |
| 1951 | Veritas Meteor | Veritas S6 | ?    | Peter Hirt      | Ret |     |     |     |     |     |     |     |     |
| 1952 | Veritas Meteor | Veritas S6 | ?    |                 | ŠVI | 500 | BEL | FRA | VB  | NEM | NIZ | ITA |     |
| 1952 | Veritas Meteor | Veritas S6 | ?    | Toni Ulmen      | Ret |     |     |     |     | 8   |     |     |     |
| 1952 | Veritas Meteor | Veritas S6 | ?    | Arthur Legat    |     |     | NC  |     |     |     |     |     |     |
| 1952 | Veritas Meteor | Veritas S6 | ?    | Hans Klenk      |     |     |     |     |     | 11  |     |     |     |
| 1952 | Veritas Meteor | Veritas S6 | ?    | Paul Pietsch    |     |     |     |     |     | Ret |     |     |     |
| 1952 | Veritas RS     | Veritas S6 | ?    | Fritz Riess     |     |     |     |     |     | 7   |     |     |     |
| 1952 | Veritas RS     | Veritas S6 | ?    | Adolf Brudes    |     |     |     |     |     | Ret |     |     |     |
| 1952 | Veritas RS     | Veritas S6 | ?    | Theo Helfrich   |     |     |     |     |     | Ret |     |     |     |
| 1952 | Veritas RS     | Veritas S6 | ?    | Josef Peters    |     |     |     |     |     | Ret |     |     |     |
| 1953 | Veritas Meteor | Veritas S6 | ?    |                 | ARG | 500 | NIZ | BEL | FRA | VB  | NEM | ŠVI | ITA |
| 1953 | Veritas Meteor | Veritas S6 | ?    | Hans Herrmann   |     |     |     |     |     |     | 9   |     |     |
| 1953 | Veritas Meteor | Veritas S6 | ?    | Arthur Legat    |     |     |     | Ret |     |     |     |     |     |
| 1953 | Veritas Meteor | Veritas S6 | ?    | Ernst Loof      |     |     |     |     |     |     | Ret |     |     |
| 1953 | Veritas Meteor | Veritas S6 | ?    | Willi Heeks     |     |     |     |     |     |     | Ret |     |     |
| 1953 | Veritas RS     | Veritas S6 | ?    | Theo Helfrich   |     |     |     |     |     |     | 12  |     |     |
| 1953 | Veritas RS     | Veritas S6 | ?    | Wolfgang Seidel |     |     |     |     |     |     | NC  |     |     |
| 1953 | Veritas RS     | Veritas S6 | ?    | Oswald Karch    |     |     |     |     |     |     | Ret |     |     |
| 1953 | Veritas RS     | Veritas S6 | ?    | Erwin Bauer     |     |     |     |     |     |     | Ret |     |     |